# Alois Mitterwieser

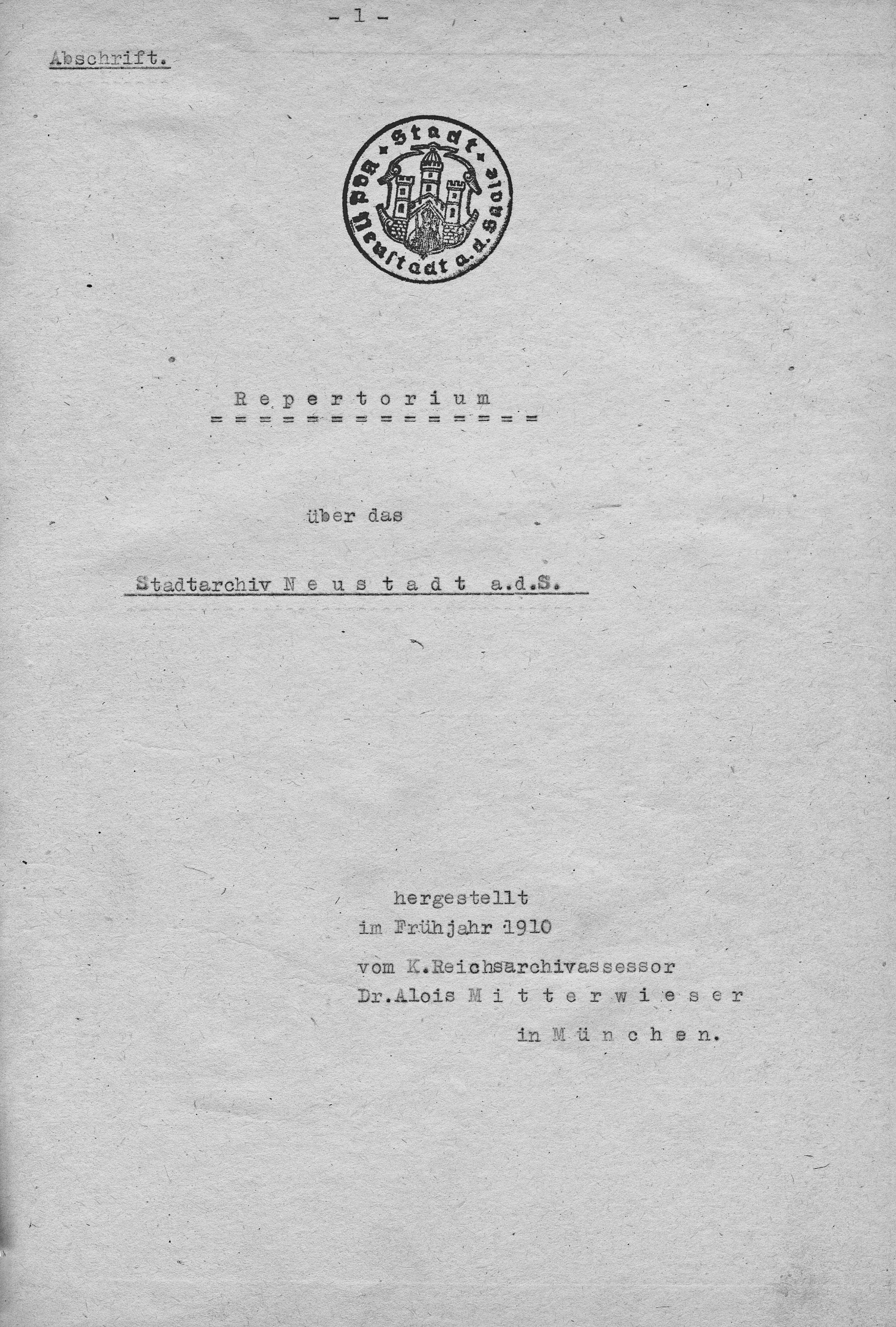
Titelseite des ersten Repertoriums des Stadtarchivs Bad Neustadt a.d. Saale von Alois Mitterwieser aus dem Jahr 1910.

Alois Mitterwieser (* 10. Mai 1876 in Griesstätt; † 20. November 1943 in München) war ein deutscher Archivar und Historiker. Er war Staatsarchivdirektor und Leiter des Kreisarchivs München.

## Leben
Mitterwieser studierte ab 1897 in München Philosophie und Jura in München und Würzburg. 1907 promovierte er in Rechtswissenschaften.
Ab 1903 arbeitete er im Kreisarchiv Würzburg. 1908 beschäftigte er sich mit der Ordnung von Gemeindearchiven in München. Nach 1912 leitete er das Kreis und Stadtarchiv in Landshut. 1920 wurde er Referent für Gemeindliche  Archivpflege und Staatsarchivar in München. Nach 1931 leitete er das Kreisarchiv München und hatte den Dienstgrad eines Staatsarchivdirektors.

## Werke (Auswahl)
- Das Stadtarchiv zu Ochsenfurt, in: Archivalische Zeitschrift Ser. NF, Bd. 12 (1905) S. 274–320.
- Die spätmittelalterlichen Auslaufsbücher der Freisinger Bischöfe, München 1924
- Die Residenzen von Landshut, Augsburg 1927.
- Geschichte der Fronleichnamsprozession in Bayern, München 1930.